# Carmen (1815)
La Balandra Carmen fue un navío que prestó servicios de transporte en la armada de la Liga de los Pueblos Libres en su conflicto con el Directorio de las Provincias Unidas del Río de la Plata.

## Historia
Matriculada en Montevideo y propiedad de Juan Domingo Aguiar, bajo el mando del patrón Pascual Páramo cumplió durante los años 1815 y 1816 bajo bandera de Gervasio Artigas no menos de 15 viajes entre Montevideo y Arroyo de la China, Purificación, Colonia del Sacramento, Salto y el cuartel general de Artigas, transportando armas, municiones, pertrechos y prisioneros.
Portaba 4 piezas de a 8 y estaba tripulada por su patrón, 3 marineros y 20 soldados. Su último viaje registrado fue realizado el 21 de julio de 1816 entre Montevideo y Arroyo de la China.